# Лето (учения, 1984)
«Лето-84» — командно-штабные учения СССР и стран Варшавского договора, проходившие в конце мая — начале июня 1984 года в Северо-Западной Польше, под руководством Верховного главнокомандующего Вооружёнными Силами ПНР Войцеха Ярузельского.

## Нововведения
Разведывательно-информационное обеспечение — область, наименее изученная военной наукой.
Для сбора и обработки единой радиолокационной информации о воздушном движении, на основе совмещения группы координации воздушного движения командного пункта ВВС с центром радиолокационной разведки командного пункта ПВО был создан совмещенный разведывательно-информационный центр, в состав которого входит четыре группы. Две из них — группа анализа воздушной обстановки и группа оповещения — осуществляют сбор, анализ и передачу информации о средствах воздушного нападения противника, две другие — группа управления воздушным движением и группа предупреждения о текущих полетах и перелетах своей авиации — координируют воздушное движение в зоне ответственности совмещённого командного пункта и предупреждают все заинтересованные пункты управления ПВО о перелетах и действиях своей авиации. Как показала практика, такое включение группы координации воздушного движения в состав разведывательно-информационного центра способствует лучшему обеспечению безопасности пролёта ударных групп, а также отдельных самолётов и вертолётов через зону огня своих средств ПВО. Несмотря на осуществленные усовершенствования по предупреждению войск (средств) ПВО о пролётах авиации, положение дел в этой области удовлетворяло не полностью. Обеспечение же полной безопасности своих самолётов и вертолётов в воздушном пространстве было одной из важнейших задач. Именно на решение этого важного вопроса были направлены усилия на учениях «Дружба-84», «Лето-84», «Эксперимент-84».
Учения раскрыли некоторые возможности в этой области, позволяющие сделать очередной шаг в деле повышения безопасности пролёта самолётов и вертолётов через боевые порядки войсковой ПВО. В рамках совершенствования функционирования совмещённых командных пунктов ВВС и ПВО фронта найдены рациональные формы организационной структуры и методы работы группы автоматизации управления, созданной из офицеров информационных отделений ВВС и ПВО.

## Оценки
Профессор международных отношений и политических наук в университете Торонто д-р Аурел Браун в ежегоднике международных коммунистических дел, издаваемом Гуверовским институтом, пишет, что на учениях «Лето-84» отрабатывались вопросы по совершенствованию связи, и общей организации и возможностей штабов союзных сил. Сами же учения, по его мнению, — со ссылкой на варшавское телевидение, — были направлены на повышение боеспособности Войска Польского.

## Положение в мире
Накануне учений, вождь КНДР Ким Ир Сен осуществил дружеский визит в Польскую народную республику, где призвал укреплять братские отношения между партиями и режимами обеих стран.
НАТО в свою очередь ответило общевойсковыми учениями с 4 по 8 июня в ряде западноевропейских стран, а также военно-воздушными учениями в Дании 21 июня. В довершение, 22 июня начались широкомасштабные учения воздушных сил НАТО, развернувшиеся в небе Голландии, ФРГ и Великобритании, и продолжавшиеся до 4 июля.